# آنادا
آنادا (به لاتین: Anada) یک منطقهٔ مسکونی در روسیه است که در داغستان واقع شده‌است.